# Calodera nigrita
Calodera nigrita är en skalbaggsart som beskrevs av Mannerheim 1830. Calodera nigrita ingår i släktet Calodera, och familjen kortvingar. Arten är reproducerande i Sverige.